# Пансіонат «Зелений Бор»
Пансіонат «Зелений Бор» (рос. Пансионат «Зелёный Бор») — селище у Лузькому районі Ленінградської області Російської Федерації.
Населення становить 474 особи. Належить до муніципального утворення Лузьке міське поселення.

## Історія
Згідно із законом від 28 вересня 2004 року № 65-оз належить до муніципального утворення Лузьке міське поселення.

## Населення
| 1997 | 2007 | 2010 |
| ---- | ---- | ---- |
| 558  | ↘525 | ↘474 |